# Jamaika-Affe
Der Jamaika-Affe (Xenothrix mcgregori) ist eine ausgestorbene Primatenart aus der Unterordnung der Neuweltaffen. Die Art lebte auf der Insel Jamaika und ist möglicherweise erst im 18. Jahrhundert ausgestorben.
Bis vor kurzem waren von dieser Art nur Teile des Unterkiefers und einige wenige weitere Skelettteile bekannt, die 1920 in einer Höhle gefunden wurden. Die Teile wurden im Abfall einer prähistorischen Küche entdeckt und auf ein Alter von rund 200 vor Christus datiert. In jüngerer Zeit wurden weitere Schädelteile im südlichen Jamaika gefunden.
Der Jamaika-Affe dürfte ein träger Primat gewesen sein, der sich langsam auf allen vieren fortbewegte, und eher den Nachtaffen (Aotus) oder den Pottos (Perodicticus) ähnelte als seinen heute lebenden nächsten Verwandten, den Springaffen (Callicebinae). Ursache und Zeitpunkt des Aussterbens sind unbekannt, Berichte von frühen europäischen Siedlern auf Jamaika lassen die Möglichkeit zu, dass die Art bis ins 18. Jahrhundert überlebt hat.
Die Einordnung dieses Primaten in die Systematik der lebenden Neuweltaffen ist schwierig. Da auf den karibischen Inseln keine Primaten vorkommen, hat der Fund Anlass zu zahlreichen Spekulationen über ausgerottete Tiere auf diesen Inseln gegeben. Zwei weitere in jüngerer Zeit entdeckte ausgestorbene Arten, der Kuba-Affe (Paralouatta varonai) und der Hispaniola-Affe (Antillothrix bernensis) belegen, dass es auf den Großen Antillen einstmals eine Primatenfauna gegeben hat.

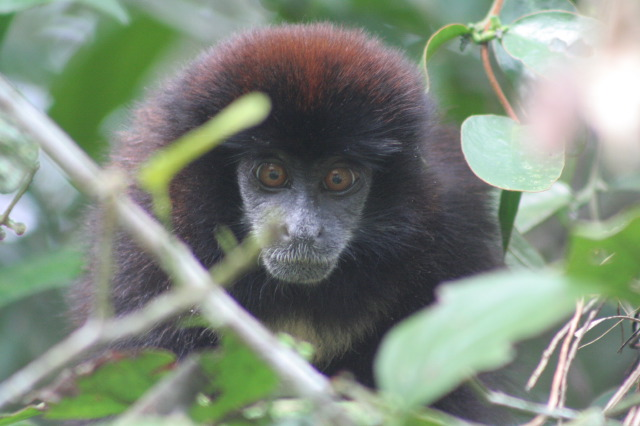
Der Lucifer-Springaffe und seine Verwandten sind die nächsten Verwandten des Jamaika-Affen

Manche Forscher stellen den Jamaika-Affen in die Nähe der Krallenaffen oder der Nachtaffen. Durch die jüngeren Funde verstärkt sich aber die These, ihn und die beiden oben erwähnten ausgestorbenen Arten zu einem Taxon namens Antillenaffen (Xenotrichini) zusammenzufassen, deren nächste lebende Verwandte die Springaffen (Callicebus) sind. Eine im November 2018 veröffentlichte DNA-Analyse ergab, dass der Jamaika-Affe die Schwestergruppe der im nordwestlichen Südamerika vorkommenden Springaffengattung Cheracebus ist. Xenothrix und Cheracebus haben sich vor etwa 11 Millionen Jahren evolutionär voneinander getrennt. Wahrscheinlich sind die Vorfahren des Jamaika-Affen zu dieser Zeit auf Baumstämmen treibend an die Küste von Jamaika gelangt. Die anderen ehemals in der Karibik vorkommenden endemischen Affenarten haben sich vor 17,5 bis 18,5 Millionen Jahren von ihren süd- oder mittelamerikanischen Vorfahren getrennt.

## Weblink
- Xenothrix mcgregori in der Roten Liste gefährdeter Arten der IUCN 2013.2. Eingestellt von: MacPhee, R. & Hoffmann, M., 2008. Abgerufen am 6. Dezember 2013.